# Собор новомучеников и исповедников Церкви Русской
Собо́р новому́чеников и испове́дников Це́ркви Ру́сской (до 2013 года Собор новомучеников и исповедников Росси́йских) — праздник в честь святых Русской православной церкви, принявших мученическую кончину за Христа или подвергшихся гонениям после Октябрьской революции 1917 года. На 2024 год в Русской православной церкви поимённо канонизирован 1621 новомученик и исповедник.
Установлен также отдельный праздник, Собор новомучеников, в Бутове пострадавших, в память тех новомучеников, которые приняли смерть на Бутовском полигоне (к 2007 году было известно 289 имён, список возглавляется священномучеником Серафимом (Чичаговым)), который отмечается в 4-ю субботу по Пасхе. Первоначально (определением Архиерейского собора 1992 года) было установлено иные название и правило выбора даты: Изначально «Собор новомучеников и исповедников Российских» праздновался 25 января (7 февраля), если этот день совпадал с воскресным днём, а если не совпадал — то в ближайшее воскресенье после 25 января (7 февраля). Архиерейский собор 2013 года, вследствие отличия отечественной практики от практики Русской зарубежной церкви, ввёл нынешнее правило относительно времени празднования: «25 января (7 февраля), если этот день совпадёт с воскресным днём, а если не совпадёт — то в ближайшее воскресенье к 25 января (7 февраля)».

## Характеристика
Гонение на Церковь началось сразу же после прихода большевиков к власти и осуществлялось в различных формах. 25 октября (по старому стилю) 1917 года большевики захватили власть в Петрограде, а уже 31 октября в Царском Селе красногвардейцами без суда был убит протоиерей Иоанн Кочуров — первый по времени новомученик Русской церкви. Вслед за этим число жертв коммунизма среди духовенства, монашествующих и активных мирян быстро пошло сначала на десятки, затем на сотни, а к концу Гражданской войны — уже на тысячи. Одних только православных архиереев с 1918 по 1922 год было казнено более двадцати — примерно каждый шестой-седьмой.
Помимо расправ без суда и следствия, совершавшихся в период Гражданской войны, практически сразу же после прихода к власти большевики издали целую серию декретов, так или иначе направленных против Церкви. Кульминацией антицерковного законодательства большевиков стал декрет СНК РСФСР «Об отделении церкви от государства и школы от церкви» от 23 января 1918 года. Декретом лишал Церковь права владеть собственностью и вообще прав юридического лица. Легально могли существовать только местные религиозные общины, с которыми власть заключала договора о пользовании церковным имуществом. Целью Совета народных комиссаров была ликвидация Церкви как социального института. Советская власть формально признавала за гражданами право на свободу совести, поэтому на практике священнослужителей и мирян органы ВЧК-ОГПУ-НКВД стали обвинять в политических преступлениях — контрреволюционной деятельности и антисоветской пропаганде — и затем старались добиться, чтобы человек признал себя виновным во враждебной государству политической деятельности. Иногда представители репрессивного аппарата пытались добиться отречения от православной веры, но, в отличие от Римской империи, факты этих попыток, которые были незаконными, не заносились в протоколы допросов.
Борьба за международное признание и начатая Новая экономическая политика, предусматривавшая определённую внутреннюю либерализацию, побудили большевистское руководство, в котором всё более значимой становилась роль Иосифа Сталина, на некоторое время отложить проведение в жизнь ленинских установок. Однако, несмотря на послабление в политической и экономической ситуации, с конца 1920-х годов расстрелы мирян и священников Русской православной церкви возобновились. Гонения на Церковь достигли своего пика в конце 1930-х годов. В ходе большого террора Русская православная церковь и другие религиозные организации в СССР были практически полностью уничтожены. Генеалог Александр Бовкало, изучая составленный в начале 1937 года для митрополита Ленинградского Алексия (Симанского) список подведомственного ему духовенства (включая псаломщиков), смог установить судьбу 885 человек, из которых в 1937—1938 годах было расстреляно 758, то есть 86 %. В эти цифры не включены деятели оппозиционного иосифлянского движения. К концу 1930-х годов внешние проявления церковной жизни стремительно сходили на нет. Из примерно 50 тысяч храмов, имевшихся у Русской православной церкви до революции 1917 года, к концу 1930-х годов незакрытыми оставалось несколько сотен (официально — несколько тысяч, но в большинстве из них службы не велись, поскольку из-за террора некому было служить). В мае 1941 года митрополит Сергий сказал знакомому священнику: «Церковь доживает свои последние дни», однако начавшаяся Великая Отечественная война и выступление Сталина по радио 3 июля 1941 года вынудили власть прекратить преследование религии.
Дата окончания периода новомученичества и исповедничества остаётся дискуссионной. По мнению директора Мемориального центра «Бутово» и члена Церковно-общественного совета по увековечению памяти новомучеников и исповедников Церкви Русской Игоря Гарькавого, «время исповедничества продолжалось и в период перестройки: хотя в 1988 г. Церковь была освобождена от тотального контроля со стороны государства, страдальцы за веру находились в тюрьмах и концлагерях до 1991 г.».

## Церковная деятельность по увековечиванию и прославлению новомучеников
5 (18) апреля 1918 года Поместный собор в Москве издал определение «О мероприятиях, вызываемых происходящим гонением на Православную Церковь», в котором в том числе постановил «установить во всей России ежегодное молитвенное поминовение в день 25 января (7 февраля) или в следующий за сим воскресный день (вечером) всех усопших в нынешнюю лютую годину гонении исповедников и мучеников». 25 января (7 февраля) было выбрано как дата расстрела митрополита Киевского Владимира (Богоявленского). Был установлен также день крестных ходов в приходах, где были новомученики — понедельник второй недели по Пасхе. Собор выработал механизм фиксации случаев насилия по отношению к Церкви и верующим. На основе этих материалов была составлена листовка, в которой содержались проповедь протоиерея Павла Лахостского «Новые священномученики» и список «Рабов Божиих за веру и Церковь Православную убиенных» (17 имён). Участники собора, профессор Борис Тураев и иеромонах Афанасий (Сахаров) занимавшиеся составлением «Службы всех святых в земле Русской просиявших», включили в эту службу ряд песнопений, посвящённых мученикам, пострадавшим от большевиков.
После окончания Гражданской войны открытое поминовение за богослужением имён убиенных за веру практически прекратилось. Вызвано это было тем, что власть стала рассматривать деятельность убитых в предыдущие годы православных, как правило, как контрреволюционную. Но, несмотря на это, память о российских новомучениках и исповедниках хранилась в церковной среде. Многие священники и епископы поминали их имена за проскомидией.
Московская патриархия в своих официальных заявлениях в течение примерно 60 лет (со времени «легализации» Временного патриаршего Священного синода при митрополите Сергии до эпохи Перестройки) вынужденно отвергала факты преследований за веру в СССР. С позиции существовавших тогда законов и таких государственных учреждений, как Совет по делам религий, мелочно регламентировавших деятельность Русской православной церкви, вопрос о рассмотрении возможности канонизации новомучеников, пострадавших при коммунистическом режиме, не мог быть даже поставлен. Официальная позиция РПЦ в отношении осужденных церковных деятелей во времена советской власти была следующая:
За годы после Октябрьской революции в России бывали неоднократные процессы церковников. За что судили этих церковных деятелей? Исключительно за то, что они, прикрываясь рясой и церковным знаменем, вели антисоветскую работу. Это были политические процессы, отнюдь не имевшие ничего общего с чисто церковной жизнью религиозных организаций и чисто церковной работой отдельных священнослужителей. Православная церковь сама громко и решительно осуждала таких своих отщепенцев, изменяющей ее открытой линии честной лояльности по отношению к советской власти.
Тем не менее, среди верующих в СССР имело место почитание подвижников, подвергавшихся преследованиям со стороны властей.
За пределами СССР шла работа по сбору данных о пострадавшем от репрессий духовенстве. В 1949 году Русская православная церковь заграницей опубликовала первый том книги протопресвитера Михаила Польского «Новые мученики Российские», в 1957 году увидел свет второй том. Это было первое систематизированное собрание сведений о русских мучениках и исповедниках веры. Однако тема канонизации церковных деятелей, пострадавших от советских репрессий, в то время не ещё поднималась. Впервые в РПЦЗ вопрос о канонизации новомучеников был поднят в 1971 году на Архиерейском соборе РПЦЗ, принявшем резолюцию: «Архиерейский Собор с благоговением преклоняется перед священным подвигом Российских новомучеников и сочувствует их прославлению». Из документа следует, что РПЦЗ в этот период не планировала канонизировать новомучеников, выразив лишь сочувствие возможному их прославлению. В 1974 году Архиерейский собор РПЦЗ снова поднял вопрос о канонизации новомучеников, но ограничился лишь подтверждением резолюции предыдущего Архиерейского собора. В среде самой РПЦЗ многие возражали против этого прославления, считая, что «не маленькой Русской Зарубежной Церкви браться за него», что надо подождать того времени, пока сама Русская православная церковь, освободившись от власти безбожников, совершит эту канонизацию. Но наиболее серьёзным препятствием для канонизации новомучеников стало отсутствие их почитания в самой РПЦЗ. В 1981 году, перед самой канонизацией журнал «Православная Русь» констатировал: «ни старшее поколение не молилось им, ни те, у кого они учились. За границей призыв Всероссийского Священного Собора 1917—1918 гг. оставался до недавнего времени не услышанным». Вопреки постановлениям Поместного собора от 5 (18) апреля 1918 года, панихиды по ним не служились, за исключением поминовения отдельными лицами пострадавших родственников.
После долгой подготовки РПЦЗ совершила прославление Собора новомучеников 1 ноября 1981 года на своём Соборе под председательством митрополита Филарета. Эта канонизация, в значительной степени продиктованная политическими настроениями русской эмиграции, была проведена без тщательного предварительного исследования обстоятельств жизни и кончины прославленных лиц. В официальном акте канонизации (при отсутствии имён канонизуемых), подписанном председателем Архиерейского собора митрополитом Восточно-Американским и Нью-Йоркским Филаретом (Вознесенским) и 14 архиереями, говорится, что канонизация совершена по просьбе некоторых лиц, живущих в России. В документе, подписанном участвовавшими в Соборе архиереями, и в отдельном, посвящённом этому событию послании митрополита Филарета, не указаны имена канонизуемых, за исключением царской семьи, хотя имена пострадавших, предполагавшихся к канонизации, были известны. РПЦЗ прославила не конкретных святых, а скорее феномен мученичества в коммунистическом государстве. К лику святых были причислены все новомученики и исповедники, в том числе те, чьи имена неизвестны.
Канонизация новомучеников и исповедников состоялась в преддверии 1000-летия крещения великого князя Владимира и Киевской Руси. Празднование собора было приурочено к 25 января (7 февраля) — дню памяти митрополита Владимира (Богоявленского). Ранее священники, служившие панихиды, не знали имён всех убитых и поимённо называли только известных им лиц, прибавляя слова «и иже с ними». Поскольку в календаре Православной церкви подготовительные недели перед Великим постом иногда начинаются уже в январе, было принято решение, что праздник собора Новомучеников не должен совпадать с воскресными днями подготовительного периода и может отмечаться ранее 25 января (7 февраля).
В РПЦЗ были изданы в 1982 году в Монреале «Служба Святым Царственным Мученикам» и в 1983 году в Джорданвилле «Служба святым новомученикам и исповедникам российским».
В дальнейшем отсутствие канонизации Собора новомучеников и исповедников со стороны Московского патриархата расценивалось в РПЦЗ как одно из главных препятствий на пути сближения с Церковью в Отечестве.
Прелюдией к прославлению новомучеников и новых исповедников Российских, пострадавших в годы революции и большевистского террора, стала канонизация патриарха Тихона 9 октября 1989 года. В июне 1990 года на Поместном соборе архиепископ Берлинский Герман (Тимофеев) первым из иерархов открыто заявил: «нам нельзя отрекаться от бесчисленных мучеников за веру, нельзя забывать их». Этот Поместный собор рекомендовал Синодальной комиссии по канонизации святых «иметь особое попечение о подготовке материалов к канонизации мучеников, пострадавших за веру в годы гонений, обрушившихся на нашу Церковь в XX веке». Тем не менее новоизбранный патриарх Алексий II в интервью Владимиру Молчанову от 23 июня 1990 года отмечал, что «мучеников много, и процесс этот будет продолжаться, и мы будем причислять, но мы не считаем возможным сразу же всех мучеников, которые пострадали в годы послереволюционные, в 20-е, 30-е, 50-е годы, канонизовать всех en corpora вместе».
25 марта 1991 года Священный синод Русской православной церкви принял Определение «О возобновлении поминовения исповедников и мучеников, пострадавших за веру Христову, установленного Поместным Собором» 5 (18) апреля 1918 года: «Установить по всей России ежегодное поминовение в день 25 января (7 февраля) или в следующий за сим воскресный день всех усопших в нынешнюю лютую годину гонений исповедников и мучеников».
Архиерейский собор Русской православной церкви (1992) определил совершать празднование Собору новомучеников и исповедников Российских 25 января (7 февраля) — в день памяти убиения священномученика Владимира (Богоявленского) — в случае совпадения этого числа с воскресным днём или в ближайшую неделю (воскресенье) после него.
Указом Президента России от 14.03.1996 № 378 «О мерах по реабилитации священнослужителей и верующих, ставших жертвами необоснованных репрессий» (ст. 1) был осуждён «Многолетний террор, развязанный большевистским партийно-советским режимом в отношении священнослужителей и верующих всех конфессий».
В 1990-х годах шла подготовка к канонизации новомучеников и исповедников Русской православной церкви, многие святые были прославлены как местночтимые.
14 августа 2000 года Архиерейский собор Русской православной церкви единогласно прославил как известных, так и неизвестных новомучеников и исповедников. Чин канонизации был совершён 20 августа 2000 года. Были прославлены 813 новомучеников и исповедников Российских, свидетельства о подвигах которых были получены из 35 епархий. Кроме того, в Собор новомучеников и исповедников Российских были внесены для общецерковного почитания имена 112 ранее прославленных местночтимых мучеников и исповедников. Деяние о Соборном прославлении новомучеников и исповедников Российских (пункт 14) устанавливает «В послесоборное время поимённое включение в состав уже прославленного Собора новомучеников и исповедников Российских совершать по благословению Святейшего Патриарха и Священного Синода, на основании предварительных исследований, проведённых Синодальной Комиссией по канонизации святых». Было определено также, что в состав Собора святые будут включаться по решению Священного синода Русской православной церкви.
12 марта 2002 года Священный синод утвердил и рекомендовал к богослужебному употреблению в Русской православной церкви службу новомученикам и исповедникам Российским.
Собор новомучеников дополняется по мере обнаружения и изучения сведений о новомучениках и исповедниках; существуют весьма различные оценки числа казнённых и репрессированных в СССР клириков и активных мирян Православной церкви.
Несмотря на то, что тематика преследований по религиозным убеждениям широко обсуждалась в обществе, игумен Дамаскин (Орловский) в сентябре 2007 года «с сожалением отметил невостребованность опыта новомучеников среди современных россиян»:

Если говорить о том, насколько современные люди осведомлены о жизни новомучеников, хотят соприкоснуться с церковным преданием, читают жития, вникают в опыт своих предшественников по жизни в Церкви, то мы должны признать: современные люди не пускают в духовный оборот это наследие. Эта эпоха отошла в вечность, пришли «новые» старые соблазны, и опыт предшественников остаётся неизученным.

6 октября 2008 года Священный синод постановил создать рабочую группу для рассмотрения вопроса о почитании новомучеников и исповедников Российских XX века, канонизованных Русской православной церковью заграницей в период разделения.
25 декабря 2012 года Священный синод образовал Церковно-общественный совет по увековечению памяти новомучеников и исповедников Российских.
29 мая 2013 года решением Священного синода было принято название «Собор новомучеников и исповедников Церкви Русской».

## Бутовский полигон и храм близ него
9 августа 2001 года правительство Московской области приняло постановление № 259/28 об объявлении бывшего секретного объекта НКВД — КГБ, действовавшего с конца 1930-х и до начала 1950-х годов, «Бутовский полигон» в Ленинском районе Московской области, Государственным памятником истории.
Согласно архивным данным ФСБ, только в период с 8 августа 1937 года по 19 октября 1938 года на Бутовском полигоне были убиты 20 765 заключённых ОГПУ-НКВД; из них 940 — священнослужители и миряне Русской православной церкви.
28 ноября по юлианскому календарю — в день памяти священномученика Серафима (Чичагова) — 1996 года на Бутовском полигоне был освящён небольшой деревянный храм во имя Новомучеников и Исповедников Российских.
3 сентября 2003 года по благословению патриарха Алексия II в месяцеслов Русской православной церкви внесено празднование Собору новомучеников, в Бутово пострадавших, в память о святых, принявших мученическую кончину за православную веру на Бутовском полигоне. Празднование Собору совершается в 4-ю субботу по Пасхе. На май 2009 года включал имена 321 святого.
В мае 2004 года на богослужении, совершённом патриархом Московским Алексием II в Бутове присутствовала первая официальная делегация РПЦЗ во главе с её первоиерархом митрополитом Лавром, находившаяся в России с 15 по 28 мая 2004 года.
Тогда же патриарх Алексий II и митрополит Лавр совместно заложили основание нового, каменного храма Новомучеников и Исповедников к югу от Юбилейной улицы. К 2007 году его строительство было завершено. В храме хранятся многие личные вещи узников ОГПУ-НКВД, принявших мученическую кончину в Бутове.
19 мая 2007 года, после подписания Акта о каноническом общении накануне, патриарх Алексий II и митрополит Лавр совершили великое освящение храма.

## Состав и порядок канонизации
Собор новомучеников и исповедников российских начал формироваться с 1989 года, когда был канонизирован первый святой — патриарх Московский Тихон.
Канонизация подвижников XX века была существенно затруднена после вступления в силу федерального закона от 27 июня 2006 года № 152 (ФЗ «О персональных данных»), предусматривающего закрытия доступа исследователей к судебно-следственным делам, содержащимся в российских архивах.
По мнению протоиерея Георгия Митрофанова: «Среди практикующих христиан России почитание новомучеников не распространилось широко. Да, есть определенные протокольные дни поминовения, есть места проведения поминальных богослужений, как, например, Бутово и Левашово, но все это носит очень, я бы сказал, маргинальный характер, в отличие от почитания таких святых, как, например, блаженная Матрона. Даже, казалось бы, наиболее известный член Собора новомучеников и исповедников — царь-страстотерпец Николай II — почитается неизмеримо меньше разного рода чудотворцев или юродивых, даже подчас, формально неканонизованных».

## Календарно-литургические указания и гимнография
Юбилейный Архиерейский собор Русской православной церкви, проходивший 13—16 августа 2000 года, постановил: «Общецерковное празднование памяти Собора новомучеников и исповедников Российских совершать 25 января (7 февраля), если этот день совпадёт с воскресным днём, а если не совпадёт — то в ближайшее воскресенье после 25 января (7 февраля)».
Архиерейский собор 2013 года, вследствие отличия отечественной практики от практики Русской зарубежной церкви, ввёл нынешнее правило относительно времени празднования: «25 января (7 февраля), если этот день совпадёт с воскресным днём, а если не совпадёт — то в ближайшее воскресенье к 25 января (7 февраля)»
В 2002 году утверждена новая служба Собору.
Тропарь, глас 4-й

Дне́сь ра́достнѡ ликꙋ́етъ цр҃ковь рꙋ́сскаѧ, /

прославлѧ́ющи новомч҃ники и҆ и҆сповѣ́дники своѧ̑: /

ст҃и́тели и҆ і҆ере́и, /

ца́рствєнныѧ стрⷭ҇тоте́рпцы, /

бл҃говѣ́рныѧ кнѧ̑зи и҆ кнѧги̑ни, /

прпⷣбныѧ мꙋ̑жи и҆ жєны̀, /

и҆ всѧ̑ правѡсла́вныѧ хрⷭ҇тїа́ны, /

во дни̑ гоне́нїѧ безбо́жнагѡ /

жи́знь свою̀ за вѣ́рꙋ во хрⷭ҇та̀ положи́вшыѧ, /

и҆ кровьмѝ и҆́стинꙋ соблю́дшыѧ. /

Тѣ́хъ предста́тельствомъ, долготерпѣли́ве гдⷭ҇и, /

странꙋ̀ на́шꙋ въ правосла́вїи сохранѝ /

до сконча́нїѧ вѣ́ка.
Кондак, глас 3-й

Дне́сь новомч҃ницы рѡссі́йстїи /

въ ри́захъ бѣ́лыхъ предстоѧ́тъ а҆́гнцꙋ бж҃їю, /

и҆ со а҆́гг҃лы пѣ́снь побѣ́днꙋю воспѣва́ютъ бг҃ꙋ: /

бл҃гослове́нїе, и҆ сла́ва, и҆ премꙋ́дрость, /

и҆ хвала̀, и҆ че́сть, /

и҆ си́ла, и҆ крѣ́пость /

на́шемꙋ бг҃ꙋ /

во вѣ́ки вѣкѡ́въ. А҆ми́нь.
Величание

Велича́емъ ва́съ, / ст҃і́и новомч҃ницы и҆ и҆сповѣ̑дницы рѡссі́йстїи, / и҆ чти́мъ чⷭ҇тна̑ѧ страда̑нїѧ ва̑ша, / ꙗ҆̀же за хрⷭ҇та̀ претерпѣ́ли є҆стѐ.
Молитва

Ѽ ст҃і́и новомч҃нцы и҆ и҆сповѣ̑дницы рѡссі́йстїи:/ ст҃и́телїе и҆ па́стырїе цр҃кве хрⷭ҇то́вы, / ца́рственнїи стрⷭ҇тоте́рпцы, / бл҃говѣ́рнїи кнѧ̑зїе и҆ кнѧги̑ни, / до́блїи во́ини, мона́си и҆ мїрсті́и, / бл҃гочести́вїи мꙋ́жїе и҆ жєны̀, / во всѧ́цѣмъ во́зрастѣ и҆ сосло́вїи за хрⷭ҇та̀ пострада́вшїи, / вѣ́рность є҆мꙋ̀ да́же до сме́рти свидѣ́тельствовавшїи, / и҆ вѣне́цъ жи́зни ѿ негѡ̀ прїе́мшїи!

Вы̀ во дни̑ гоне́нїѧ лю́тагѡ, / зе́млю на́шꙋ ѿ безбо́жныхъ пости́гшагѡ, / на сꙋди́щахъ, въ заточе́нїихъ, и҆ про́пастехъ земны́хъ, / въ го́рькихъ рабо́тахъ, и҆ всѧ́кихъ ско́рбныхъ ѡ҃бстоѧ́нїихъ, / ѡ҆́бразъ терпѣ́нїѧ и҆ непосты́днагѡ ᲂу҆пова́нїѧ мꙋ́жественнѣ ꙗ҆ви́ли є҆стѐ. / Ны́нѣ же въ раѝ сла́дости наслажда́ющесѧ, / пред̾ прⷭ҇то́ломъ бж҃їимъ во сла́вѣ предстоитѐ, / и҆ при́снѡ хвалꙋ̀ и҆ хода́тайство со а҆́гг҃лы и҆ всѣ́ми ст҃ы́ми трїеди́номꙋ бг҃ꙋ возно́сите.

Сегѡ̀ ра́ди мы̀ недо́стойнїи / мо́лимъ ва́съ, ст҃і́и срѡ́дницы на́ши: / не забꙋ́дите земна́гѡ ѻ҆те́чества ва́шегѡ, / грѣхо́мъ ка́їнова братоꙋбі́йства, / порꙋга́нїемъ ст҃ы́нь, безбо́жїемъ, и҆ на́шими беззакѡ́нїи ѡ҃тѧгче́ннагѡ. / Оу҆моли́те гдⷭ҇а си́лъ, / да ᲂу҆тверди́тъ цр҃ковь свою̀ непоколеби́мꙋ въ мі́рѣ се́мъ многомѧте́жнѣмъ и҆ лꙋка́вомъ: / да возроди́тъ въ землѝ на́шей дꙋ́хъ ра́зꙋма и҆ бл҃гоче́стїѧ, / дꙋ́хъ свѧ́тости и҆ стра́ха бж҃їѧ, / дꙋ́хъ братолю́бїѧ и҆ ми́ра: / да па́ки бꙋ́демъ мы̀ црⷭ҇кое сщ҃е́нїе, / ро́дъ бж҃їй, и҆збра́нный и҆ ст҃ы́й, / при́снѡ съ ва́ми сла́вѧщїй ѻ҆ц҃а̀, и҆ сн҃а, и҆ ст҃а́го дх҃а, во вѣ́ки вѣкѡ́въ. А҆ми́нь.

## Иконография
В честь новых святых Российских мучеников и исповедников по благословению митрополита Крутицкого и Коломенского Ювеналия, председателя Синодальной Комиссии по канонизации святых, группой ведущих иконописцев Православного Свято-Тихоновского Богословского Института написана икона Собора святых новомучеников и исповедников Российских. Икона создана в стиле памятников начала XVI века. Подвиги святых, в первую очередь мучеников, преподаются в иконе не как видимая, ощутимая глазом реальность, а лишь как воспоминание, очерченное в основных признаках воспоминаемого события и необходимое как свидетельство о подвиге, победе святых над силами зла, но, при этом, подаваемое в контексте образов Царствия Небесного.
Икона состоит из трёх частей: средника, как главной части, где представлен собор святых, предстоящих в прославленном состоянии; деисусного чина в верхнем ряду; боковых клейм с изображениями мученических подвигов.
Средник
В верхней части средника расположено название иконы. Сонм святых стоит на фоне православного храма, напоминающего храм Христа Спасителя в Москве, символизирующего Православную церковь, а также её судьбу (разорение, а затем восстановление) в XX веке.
Перед храмом изображён престол, одетый в красное, пасхальное облачение, также символизирующее воскрешение православия в России. На престоле лежит Евангелие со словами Спасителя: «Не убойтеся от убивающих тело, души же не могущих убити…» (Мф. 10:28).
В нижней части перед престолом изображены Царственные страстотерпцы, а слева и справа две группы новомучеников.
Левую (по отношению к зрителю) группу возглавляет святой патриарх Тихон (по отношению к духовному центру иконы — кресту — группа является правой); правую — святой Пётр (Полянский), митрополит Крутицкий, местоблюститель патриаршего престола. Непосредственно рядом с ними стоят святители митрополиты Казанский Кирилл (Смирнов) и Ярославский Агафангел (Преображенский). За ними стоят епископы-мученики. Епископов слишком много, чтобы изобразить всех, поэтому часть их символически изображена в виде нимбов, возвышающихся над верхним рядом изображённых иерархов.
Ниже архиереев изображены мученики-иереи, монашествующие и миряне, в том числе женщины и дети.
Деисусный чин
В центре деисусного чина помещён образ Христа, восседающего на престоле. В раскрытом Евангелии в Его руках написаны слова: «Аз есмь свет миру» (Ин. 8:12). Также изображены апостолы Пётр, Павел и Андрей, архангелы Михаил и Гавриил, за которыми стоят русские святые X—XIX веков, символизирующие неразрывную связь новых святых с ранними.
Боковые клейма
На 15 клеймах изображены наиболее известные места мученических подвигов и наиболее выдающиеся страдания святых (слева направо, сверху вниз):
1. Соловецкий монастырь, в 1923 году ОГПУ был учреждён Соловецкий лагерь особого назначения.
2. Страдание и блаженная кончина священномученика Петра (Полянского), митрополита Крутицкого, местоблюстителя патриаршего престола.
3. Суд над священномучеником Вениамином (Казанским) и другими священниками.
4. Расстрел Андроника, архиепископа Пермского и Соликамского, и Гермогена, епископа Тобольского и Сибирского.
5. Разорение Троице-Сергиевой Лавры и похищение мощей преподобного Сергия Радонежского.
6. Убийство великой княгини Елизаветы Фёдоровны 5 июля 1918 года: её вместе с другими мучениками чекисты сбрасывают в шахту (см. мученики Алапаевской шахты).
7. Святейший Патриарх Тихон в заточении в Донском монастыре.
8. Убийство царской семьи.
9. Массовые расстрелы священников в Бутове в 1930-е годы.
10. Расстрел крестного хода в Астрахани.
11. Убийство Владимира, митрополита Киевского 25 января 1918 года.
12. Образ безымянной святой жены с детьми.
13. Арест священника в храме во время богослужения.
14. Разорение Саровской обители, похищение мощей преподобного Серафима Саровского.
15. Расстрел Кирилла, митрополита Казанского в Чимкенте 20 ноября 1937 года.